# Manuela Delsors Mangrané
Manuela Delsors Mangrané (Tortosa 1918-2001), també anomenada Manolita Delsors, va ser una pintora tortosina. Aquesta artista sobresurt en la dècada dels quaranta i començament dels cinquanta, però posteriorment desapareix de forma sobtada.

## Carrera artística
Deixebla dels pintors Agustí Baigés i Víctor Moya, la primera notícia que es coneix sobre Manuela Delsors és la seva participació en l'exposició d'artistes tortosins a l'abril de 1941 en homenatge a Antonio Cervo i Agustín Baiges, assassinats durant la Guerra Civil. En aquesta exposició es donen a conèixer els retrats, dibuixos i natures mortes d'aquesta jove artista que és valorada com una jove promesa. Un any després, al mes d'octubre de 1942, Manolita Delsors presenta una mostra individual a la sala de la Biblioteca Popular de Tortosa: una de les obres exposades és Nostàlgia. Aquell mateix any consta entre els participants de l'Exposició Nacional de Belles Arts que es fa a Barcelona, en la qual presenta una natura morta.I dugué a terme una mostra individual el mateix any a la "Sala Gaspar" de Barcelona, on va presentar un conjunt de retrats com Retrat de la meva mare, Retrat de la meva germana, Avelina Armengol, Daniel Mangrané i els quadres Ballarines, Roses i porcellana, Cireres i margarides, Gall blanc i dues natures mortes.
L'any 1945 Josep Maria Junoy presenta el catàleg de la seva primera exposició a Barcelona, on destaquen les grans dots de retratista en la seva breu carrera artística. En total, en aquesta exposició mostra unes trenta obres: els retrats de la seva mare i la seva germana, natures mortes i figures. Cap al gener del 1946 presenta una mostra individual a la Sala Gaspar de Barcelona. L'abril de 1948 presenta a la Galeria Argos de Barcelona una exposició en la qual exposa nombrosos retrats i que té una forta repercussió; en particular se'n destaca l'alta cotització que assoleix la seva obra. La darrera informació que es té d'aquesta pintora tortosina és del 1954, quan exposa al Cercle Català de Madrid.

## Context familiar
Era filla de l'advocat Juan Antonio Delsors Piñol i de Maria de la Cinta Mangrané Escardó. Era també neboda del diputat Daniel Mangrané.

## Obra
La seva pintura se situa fora de les tendències del moment, i de vegades li criticaven que fes obres massa clàssiques, en una línia molt acadèmica. D'altra banda, però, també li valoraven que essent una dona molt jove tenia un excel·lent domini tècnic.
Exposicions:
- 1941: participa en l'exposició d'artistes tortosins en homenatge a Antonio Cerveto i Agustín Baiges.
- 1942: mostra individual a la sala de la Biblioteca Popular de Tortosa.
- 1942: Exposició Nacional de Belles Arts, Barcelona.[2]
- 1945: Primera exposició a Barcelona amb un total de trenta obres exposades.
- 1946: Presenta una mostra individual a la Sala Gaspar de Barcelona
- 1948: exposició de retrats a la Galeria Argos de Barcelona.
- 1951: exposició al Círculo Catalán de Madrid.

| Col·lecció Fundació Cinca-Piqué : [catàleg d'exposició] : del 25 de novembre de 2011 al 15 de gener de 2012, Sala Antoni Garcia de l'Antic Escorxador de Tortosa / [coordinació tècnica : Núria Gil i Núria Segarra] | |
| Publicació | Tortosa : Antena Cultural Tortosa de la Universitat Rovira i Virgili : Institut Municipal de Cultura de l'Ajuntament de Tortosa, [2011] |